# R.C.D. Mallorca
Real Club Deportivo Mallorca, S.A.D. (tiếng Tây Ban Nha: [reˈal ˈkluβ ðepoɾˈtiβo maˈʎoɾka], tiếng Catalunya: Reial Club Deportiu Mallorca, tiếng Anh: Royal Sporting Club Mallorca), thường được gọi là Real Mallorca hay chỉ là Mallorca, là một câu lạc bộ bóng đá chuyên nghiệp Tây Ban Nha, có trụ sở ở thành phố Palma, đảo Mallorca. Được thành lập vào năm 1916, RCD Mallorca đang tham dự giải bóng đá vô địch quốc gia Tây Ban Nha (La Liga). Sân nhà của RCD Mallorca là ONO với sức chứa 23.142 người.

## Đội hình

### Đội hình hiện tại
Tính đến ngày 2/9/2024.
Ghi chú: Quốc kỳ chỉ đội tuyển quốc gia được xác định rõ trong điều lệ tư cách FIFA. Các cầu thủ có thể giữ hơn một quốc tịch ngoài FIFA.
| Số | VT | Quốc gia        | Cầu thủ              |
| -- | -- | --------------- | -------------------- |
| 1  | TM | Slovakia        | Dominik Greif        |
| 2  | HV | Tây Ban Nha     | Mateu Morey          |
| 3  | HV | Tây Ban Nha     | Toni Lato            |
| 4  | HV | Bỉ              | Siebe Van der Heyden |
| 5  | TV | Guinea Xích Đạo | Omar Mascarell       |
| 6  | HV | Tây Ban Nha     | José Manuel Copete   |
| 7  | TĐ | Kosovo          | Vedat Muriqi         |
| 8  | TV | Tây Ban Nha     | Manu Morlanes        |
| 9  | TĐ | Tây Ban Nha     | Abdón Prats          |
| 10 | TV | Tây Ban Nha     | Sergi Darder         |
| 11 | TĐ | Nhật Bản        | Takuma Asano         |
| 12 | TV | Bồ Đào Nha      | Samú Costa           |
| 13 | TM | Tây Ban Nha     | Leo Román            |

| Số | VT | Quốc gia    | Cầu thủ                                |
| -- | -- | ----------- | -------------------------------------- |
| 14 | TV | Tây Ban Nha | Dani Rodríguez (đội phó)               |
| 16 | HV | Tây Ban Nha | Valery Fernández (mượn từ Girona)      |
| 17 | TĐ | Canada      | Cyle Larin                             |
| 18 | TV | Tây Ban Nha | Antonio Sánchez                        |
| 19 | TĐ | Tây Ban Nha | Javi Llabrés                           |
| 21 | HV | Tây Ban Nha | Antonio Raíllo (đội trưởng)            |
| 22 | HV | Colombia    | Johan Mojica                           |
| 23 | HV | Tây Ban Nha | Pablo Maffeo                           |
| 24 | HV | Slovakia    | Martin Valjent (đội phó thứ 2)         |
| 25 | TM | Tây Ban Nha | Iván Cuéllar                           |
| 27 | TV | Tây Ban Nha | Robert Navarro (mượn từ Real Sociedad) |
| 33 | TĐ | Colombia    | Daniel Luna                            |
| —  | TĐ | Bồ Đào Nha  | Chiquinho (mượn từ Wolverhampton)      |

### Đội dự bị
Ghi chú: Quốc kỳ chỉ đội tuyển quốc gia được xác định rõ trong điều lệ tư cách FIFA. Các cầu thủ có thể giữ hơn một quốc tịch ngoài FIFA.
| Số | VT | Quốc gia    | Cầu thủ       |
| -- | -- | ----------- | ------------- |
| 28 | TV | Tây Ban Nha | Jan Salas     |
| 30 | TĐ | Tây Ban Nha | Marc Domènech |

### Cho mượn
Ghi chú: Quốc kỳ chỉ đội tuyển quốc gia được xác định rõ trong điều lệ tư cách FIFA. Các cầu thủ có thể giữ hơn một quốc tịch ngoài FIFA.
| Số | VT | Quốc gia    | Cầu thủ                                |
| -- | -- | ----------- | -------------------------------------- |
| —  | HV | Tây Ban Nha | David López (tại Burgos đến 30/6/2025) |

## Thành tích
- Vô địch Tây Ban Nha (La Liga): 0
  - Thành tích tốt nhất: hạng 3 - mùa bóng 1998-1999
- Cúp Nhà vua (Copa del Rey): 1
  - 2003
- Siêu cúp bóng đá Tây Ban Nha: 1
  - 1998
- Cúp C2: 
  - Chung kết mùa bóng 1998-1999
  - Champion League
  - 2003–04 UEFA Champions League